# KBS 코리아로보콘
로보콘 코리아대회는 2001년부터 2008년까지 KBS 1TV가 주최 및 방송하였던 로보콘대회였다.

## 참고하기
- 로보콘
- 전국 창작 로보콘 경연대회([깨진 링크(과거 내용 찾기)])